# دمیترو وینورادتس
دمیترو وینورادتس (انگلیسی: Dmytro Vynohradets؛ زادهٔ ۲۵ مهٔ ۱۹۸۵) ورزشکار ورزش شنا اهل اوکراین است.
وی در مسابقات کشوری و بین‌المللی در مجموع برندهٔ ۲۵ مدال طلا، ۶ مدال نقره، ۳ مدال برنز شده‌است.